# Calendário perpétuo
Um calendário perpétuo, é um calendário que indica o dia da semana para qualquer data, seja qual for o ano, em oposição ao calendário corrente, que é limitado a um ano específico.
O número de dias de um ano, ordinário ou bissexto, não é divisível pelo número de dias da semana (sete). Em consequência, não há uma relação direta entre o dia do mês e o dia da semana.
Para encontrar rapidamente a correspondência entre uma data e o dia da semana correspondente, foram criadas tabelas, denominadas calendários perpétuos, que abrangem um número mais ou menos extenso de anos.